# スライディングパンツ
スライディングパンツ（Sliding pants、Sliding Shorts）は野球選手が着用するスパッツ状の下着。

## 概要
形状はスパッツでサイドにスライディング時の衝撃緩和の役割を果たすパッドが付いている。
また打球が急所に当たった時のために付けるファールカップの収容ポケットが付いているものもある。
野球部員は略して「スラパン」と呼ぶことが多い。
下着の上から履く選手もいるが誤用である。
- レギンス